# Rajd Francji 1994
Rezultaty Rajdu Francji - Korsyki (38. Tour de Corse - Rallye de France), eliminacji Rajdowych Mistrzostw Świata w 1994 roku, który odbył się w dniach 4-8 maja. Była to czwarta runda czempionatu w tamtym roku. Bazą rajdu było miasto Ajaccio.

## Wyniki końcowe rajdu
| Msc.                   | Kierowca               | Pilot                  | Samochód                  | Czas                   | Strata                 | Grupa                  | Punkty                 |
| Klasyfikacja generalna | Klasyfikacja generalna | Klasyfikacja generalna | Klasyfikacja generalna    | Klasyfikacja generalna | Klasyfikacja generalna | Klasyfikacja generalna | Klasyfikacja generalna |
| ---------------------- | ---------------------- | ---------------------- | ------------------------- | ---------------------- | ---------------------- | ---------------------- | ---------------------- |
| 1                      | Didier Auriol          | Denis Giraudet         | Toyota Celica GT-Four     | 5:57.46                | 0.0                    | A8 M                   | 20                     |
| 2.                     | Carlos Sainz           | Luis Moya              | Subaru Impreza 555        | 5:58.47                | +0.56                  | A8 M                   | 15                     |
| 3.                     | Andrea Aghini          | Sauro Farnocchia       | Toyota Celica Turbo 4WD 3 | 5:59.57                | +2.11                  | A8 M                   | 12                     |
| 4.                     | Juha Kankkunen         | Nicky Grist            | Toyota Celica GT-Four     | 6:00.29                | +2.43                  | A8 M                   | 10                     |
| 5.                     | Miki Biasion           | Tiziano Siviero        | Ford Escort RS Cosworth   | 6:02.33                | +4.47                  | A8 M                   | 8                      |
| 6.                     | Bruno Thiry            | Stéphane Prévot        | Ford Escort RS Cosworth   | 6:02.45                | +4.59                  | A8 M                   | 6                      |
| 7.                     | Patrick Bernardini     | Rocky Demedardi        | Ford Escort RS Cosworth   | 6:13.33                | +15.47                 | A8                     | 4                      |
| 8.                     | Jean Ragnotti          | Gilles Thimonier       | Renault Clio Williams     | 6:17.30                | +19.44                 | A7                     | 3                      |
| 9.                     | Serge Jordan           | Jack Boyère            | Renault Clio Maxi         | 6:20.47                | +23.01                 | A7                     | 2                      |
| 10.                    | Marco Massarotto       | Jean-Pierre Gordon     | BMW M3                    | 6:25.06                | +27.20                 | A8                     | 1                      |
| PWRC                   |                        |                        |                           |                        |                        |                        |                        |
| 1 (12).                | Jesús Puras            | Carlos del Barrio      | Ford Escort RS Cosworth   | 6:33:35                | -                      | N4                     |                        |
| 2 (14).                | Jean-Jacques Padovani  | Guy Voillemier         | Ford Escort RS Cosworth   | 6:41:52                | +8:17                  | N4                     |                        |
| 3 (15).                | Guy Fiori              | Mario Bastelica        | BMW 325i E30              | 6:42:26                | +8:51                  | N4                     |                        |

1. ↑  Litera M przy oznaczeniu grupy do której należy samochód oznacza, iż tylko ci kierowcy zdobywali punkty dla swoich zespołów liczonych w klasyfikacji producentów na koniec sezonu.

## Klasyfikacja po 4 rundach
Tabele przedstawiają tylko pięć pierwszych miejsc.

### Kierowcy
| Lp. | Kierowca          | Pkt |
| --- | ----------------- | --- |
| 1   | Didier Auriol     | 47  |
| 2   | Juha Kankkunen    | 45  |
| 3   | Carlos Sainz      | 37  |
| 4   | Massimo Biasion   | 30  |
| 5   | Francois Delecour | 20  |

### Producenci
| Lp. | Producent  | Pkt |
| --- | ---------- | --- |
| 1   | Toyota     | 77  |
| 2   | Subaru     | 58  |
| 3   | Ford       | 44  |
| 4   | Mitsubishi | 10  |